# Danh sách cầu thủ tham dự giải vô địch bóng đá trong nhà thế giới 2016
Dưới đây là danh sách cầu thủ tham gia Giải vô địch bóng đá trong nhà thế giới 2016 được tổ chức tại Colombia, từ ngày 10 tháng 9 đến 1 tháng 10, 2106

## Bảng A

### Colombia
Huấn luện viên trưởng:  Arney Fonnegra
| Số | Vt | Cầu thủ          | Ngày sinh (tuổi)            | Số trận | Câu lạc bộ       |
| -- | -- | ---------------- | --------------------------- | ------- | ---------------- |
| 1  | TM | Carlos Ñañez     | 15 tháng 12, 1984 (31 tuổi) |         | Deportivo Lyon   |
| 2  | TV | Javier Ortíz     | 9 tháng 1, 1989 (27 tuổi)   |         | Real Antioquia   |
| 3  | HV | Gildardo Zúñiga  | 27 tháng 9, 1992 (23 tuổi)  |         | Tolima Syscafé   |
| 4  | HV | Yeisson Fonnegra | 19 tháng 4, 1992 (24 tuổi)  |         | Talento Dorado   |
| 5  | TV | Yefri Duque      | 24 tháng 3, 1992 (24 tuổi)  |         | Deportivo Meta   |
| 6  | HV | Miguel Sierra    | 13 tháng 4, 1983 (33 tuổi)  |         | Caracas          |
| 7  | HV | Jhonatan Toro    | 21 tháng 3, 1988 (28 tuổi)  |         | Real Bucaramanga |
| 8  | HV | Jorge Abril      | 26 tháng 7, 1987 (29 tuổi)  |         | Real Bucaramanga |
| 9  | TV | Yulián Díaz      | 9 tháng 3, 1995 (21 tuổi)   |         | Fundão           |
| 10 | TV | Angellot Caro    | 3 tháng 12, 1988 (27 tuổi)  |         | Real Bucaramanga |
| 11 | TV | Daniel Bolívar   | 2 tháng 11, 1987 (28 tuổi)  |         | Real Antioquia   |
| 12 | TM | César Mejía      | 26 tháng 9, 1989 (26 tuổi)  |         | Real Antioquia   |
| 13 | TV | Christian Otero  | 30 tháng 7, 1991 (25 tuổi)  |         | Deportivo Lyon   |
| 14 | HV | Andrés Reyes     | 24 tháng 11, 1988 (27 tuổi) |         | Saeta            |

### Bồ Đào Nha
Huấn luện viên trưởng:  Jorge Braz
| Số | Vt | Cầu thủ           | Ngày sinh (tuổi)            | Số trận | Câu lạc bộ     |
| -- | -- | ----------------- | --------------------------- | ------- | -------------- |
| 1  | TM | Bebé              | 19 tháng 5, 1983 (33 tuổi)  |         | Benfica        |
| 2  | HV | André Coelho      | 30 tháng 10, 1993 (22 tuổi) |         | Braga          |
| 3  | TV | Bruno Coelho      | 1 tháng 8, 1987 (29 tuổi)   |         | Benfica        |
| 4  | TV | Miguel Ângelo     | 2 tháng 2, 1994 (22 tuổi)   |         | Benfica        |
| 5  | HV | Fábio Cecílio     | 30 tháng 4, 1993 (23 tuổi)  |         | Benfica        |
| 6  | TV | Pedro Cary        | 10 tháng 5, 1984 (32 tuổi)  |         | Sporting       |
| 7  | TĐ | Fernando Cardinal | 26 tháng 6, 1985 (31 tuổi)  |         | ElPozo Murcia  |
| 8  | HV | Djô               | 11 tháng 1, 1986 (30 tuổi)  |         | Sporting       |
| 9  | HV | João Matos        | 21 tháng 2, 1987 (29 tuổi)  |         | Sporting       |
| 10 | TV | Ricardinho        | 3 tháng 9, 1985 (31 tuổi)   |         | Inter Movistar |
| 11 | TV | Ré                | 4 tháng 10, 1985 (30 tuổi)  |         | Benfica        |
| 12 | TM | Vítor Hugo        | 30 tháng 11, 1982 (33 tuổi) |         | Braga          |
| 13 | HV | Tiago Brito       | 22 tháng 7, 1991 (25 tuổi)  |         | Braga          |
| 14 | TM | Cristiano         | 20 tháng 8, 1979 (37 tuổi)  |         | Azeméis        |

### Uzbekistan
Huấn luện viên trưởng:  Pulpis
| Số | Vt | Cầu thủ               | Ngày sinh (tuổi)            | Số trận | Câu lạc bộ  |
| -- | -- | --------------------- | --------------------------- | ------- | ----------- |
| 1  | TM | Rustam Umarov         | 26 tháng 5, 1984 (32 tuổi)  |         | Almalyk     |
| 2  | TĐ | Dilshod Irsaliev      | 31 tháng 12, 1983 (32 tuổi) |         | Ardus       |
| 3  | HV | Nodir Elibaev         | 2 tháng 10, 1982 (33 tuổi)  |         | Ardus       |
| 4  | HV | Shukhrat Tojiboev     | 18 tháng 2, 1981 (35 tuổi)  |         | Almalyk     |
| 5  | TĐ | Davron Choriev        | 1 tháng 1, 1993 (23 tuổi)   |         | Ardus       |
| 6  | TV | Mashrab Adilov        | 15 tháng 8, 1994 (22 tuổi)  |         | Bunyodkor   |
| 7  | TĐ | Dilshod Rakhmatov     | 4 tháng 12, 1989 (26 tuổi)  |         | Ardus       |
| 8  | TĐ | Farkhod Abdumavlyanov | 12 tháng 11, 1987 (28 tuổi) |         | Ardus       |
| 9  | TV | Ilhomjon Hamroev      | 25 tháng 9, 1997 (18 tuổi)  |         | Ardus       |
| 10 | HV | Javlon Anorov         | 8 tháng 5, 1984 (32 tuổi)   |         | Almalyk     |
| 11 | TV | Artur Yunusov         | 8 tháng 10, 1987 (28 tuổi)  |         | Ardus       |
| 12 | TM | Akmaljon Khazratkulov | 31 tháng 3, 1990 (26 tuổi)  |         | Dustlik-AIN |
| 13 | TV | Feruz Fakhriddinov    | 25 tháng 3, 1991 (25 tuổi)  |         | Dustlik-AIN |
| 14 | HV | Konstantin Sviridov   | 11 tháng 3, 1988 (28 tuổi)  |         | Almalyk     |

### Panama
Huấn luện viên trưởng:  Agustín Campuzano
| Số | Vt | Cầu thủ           | Ngày sinh (tuổi)            | Số trận | Câu lạc bộ                |
| -- | -- | ----------------- | --------------------------- | ------- | ------------------------- |
| 1  | TM | Daniel Atencio    | 14 tháng 11, 1984 (31 tuổi) |         | Perejil                   |
| 2  | HV | Josué Brown       | 11 tháng 10, 1987 (28 tuổi) |         | Không tham gia câu lạc bộ |
| 3  | HV | Óscar Hinks       | 20 tháng 9, 1985 (30 tuổi)  |         | San Miguelito             |
| 4  | HV | Jorge Pérez       | 26 tháng 6, 1988 (28 tuổi)  |         | Perejil                   |
| 5  | TV | Fernando Mena     | 8 tháng 8, 1990 (26 tuổi)   |         | Santa Gema                |
| 6  | TV | Édgar Rivas       | 21 tháng 4, 1989 (27 tuổi)  |         | Perejil                   |
| 7  | TV | Claudio Goodridge | 2 tháng 1, 1990 (26 tuổi)   |         | San Martín                |
| 8  | TĐ | Carlos Pérez      | 29 tháng 8, 1986 (30 tuổi)  |         | Perejil                   |
| 9  | TĐ | Ángel Sánchez     | 4 tháng 7, 1994 (22 tuổi)   |         | Costa del Este            |
| 10 | TV | Michael De León   | 1 tháng 3, 1989 (27 tuổi)   |         | Santa Gema                |
| 11 | TĐ | Abdiel Castrellón | 19 tháng 7, 1991 (25 tuổi)  |         | Không tham gia câu lạc bộ |
| 12 | TM | Jaime Londoño     | 18 tháng 1, 1991 (25 tuổi)  |         | San Miguelito             |
| 13 | TM | José Victoria     | 14 tháng 9, 1980 (35 tuổi)  |         | Không tham gia câu lạc bộ |
| 14 | TĐ | Ariel Castillo    | 13 tháng 11, 1989 (26 tuổi) |         | Không tham gia câu lạc bộ |

## Bảng B

### Thái Lan
Huấn luện viên trưởng:  Miguel Conde
| Số | Vt | Cầu thủ                   | Ngày sinh (tuổi)            | Số trận | Câu lạc bộ          |
| -- | -- | ------------------------- | --------------------------- | ------- | ------------------- |
| 1  | TM | Kanison Phoopan           | 11 tháng 11, 1991 (24 tuổi) |         | Port                |
| 2  | TM | Chaleamsri Puangsri       | 18 tháng 4, 1989 (27 tuổi)  |         | Surat Thani         |
| 3  | HV | Natthapon Suttiroj        | 27 tháng 1, 1983 (33 tuổi)  |         | Chonburi Blue Wave  |
| 4  | HV | Pornmongkol Srisubseang   | 15 tháng 5, 1991 (25 tuổi)  |         | Port                |
| 5  | HV | Lertchai Issarasuwipakorn | 2 tháng 11, 1982 (33 tuổi)  |         | Chonburi Blue Wave  |
| 6  | HV | Jirawat Sornwichian       | 25 tháng 10, 1988 (27 tuổi) |         | Chonburi Blue Wave  |
| 7  | TV | Kritsada Wongkaeo         | 29 tháng 4, 1988 (28 tuổi)  |         | Chonburi Blue Wave  |
| 8  | TĐ | Jetsada Chudech           | 20 tháng 2, 1989 (27 tuổi)  |         | Rajnavy             |
| 9  | TĐ | Suphawut Thueanklang      | 14 tháng 7, 1989 (27 tuổi)  |         | Chonburi Blue Wave  |
| 10 | TV | Nattawut Madyalan         | 12 tháng 4, 1990 (26 tuổi)  |         | Chonburi Blue Wave  |
| 11 | TV | Apiwat Chaemcharoen       | 31 tháng 3, 1991 (25 tuổi)  |         | Chonburi Blue Wave  |
| 12 | TM | Katawut Hankampa          | 27 tháng 5, 1992 (24 tuổi)  |         | Chonburi Blue Wave  |
| 13 | TV | Tairong Petchtiam         | 1 tháng 7, 1993 (23 tuổi)   |         | Bangkok City        |
| 14 | TV | Wiwat Thaijaroen          | 31 tháng 12, 1990 (25 tuổi) |         | Highways Department |

### Nga
Huấn luện viên trưởng:  Sergey Skorovich
| Số | Vt | Cầu thủ                | Ngày sinh (tuổi)           | Số trận | Câu lạc bộ               |
| -- | -- | ---------------------- | -------------------------- | ------- | ------------------------ |
| 1  | TM | Georgy Zamtaradze      | 12 tháng 2, 1987 (29 tuổi) |         | Dinamo Moskva            |
| 2  | HV | Vladislav Shayakhmetov | 25 tháng 8, 1981 (35 tuổi) |         | Gazprom-Ugra Yugorsk     |
| 3  | TM | Sergei Vikulov         | 25 tháng 3, 1990 (26 tuổi) |         | Viz-Sinara Yekaterinburg |
| 4  | TĐ | Dmitri Lyskov          | 24 tháng 9, 1987 (28 tuổi) |         | Gazprom-Ugra Yugorsk     |
| 5  | HV | Rômulo                 | 28 tháng 9, 1986 (29 tuổi) |         | Barcelona                |
| 6  | HV | Ivan Chishkala         | 11 tháng 7, 1995 (21 tuổi) |         | Gazprom-Ugra Yugorsk     |
| 7  | TĐ | Ivan Milovanov         | 8 tháng 2, 1989 (27 tuổi)  |         | Tyumen                   |
| 8  | TĐ | Eder Lima              | 29 tháng 6, 1984 (32 tuổi) |         | Gazprom-Ugra Yugorsk     |
| 9  | TĐ | Sergei Abramov         | 9 tháng 9, 1990 (26 tuổi)  |         | Dina Moskva              |
| 10 | TĐ | Robinho                | 28 tháng 1, 1983 (33 tuổi) |         | Dinamo Moskva            |
| 11 | TĐ | Artem Niiazov          | 30 tháng 7, 1996 (20 tuổi) |         | Dina Moskva              |
| 12 | TM | Gustavo                | 5 tháng 2, 1979 (37 tuổi)  |         | Dinamo Moskva            |
| 13 | HV | Sergei Abramovich      | 15 tháng 1, 1990 (26 tuổi) |         | Tyumen                   |
| 14 | HV | Daniil Davydov         | 23 tháng 1, 1989 (27 tuổi) |         | Gazprom-Ugra Yugorsk     |

### Cuba
Huấn luện viên trưởng:  Clemente Reinoso
| Số | Vt | Cầu thủ           | Ngày sinh (tuổi)           | Số trận | Câu lạc bộ          |
| -- | -- | ----------------- | -------------------------- | ------- | ------------------- |
| 1  | TM | Nelson Johnston   | 25 tháng 2, 1990 (26 tuổi) |         | Santiago de Cuba    |
| 2  | TV | Alejandro Marrero | 27 tháng 2, 1990 (26 tuổi) |         | Granma              |
| 3  | HV | Daniel Hernández  | 11 tháng 6, 1986 (30 tuổi) |         | Cienfuegos          |
| 4  | HV | Reinier Socarras  | 26 tháng 3, 1991 (25 tuổi) |         | Ciudad de La Habana |
| 5  | HV | Ronald Egozcue    | 18 tháng 3, 1980 (36 tuổi) |         | Ciudad de La Habana |
| 6  | TV | Karel Marino      | 22 tháng 2, 1985 (31 tuổi) |         | Holguín             |
| 7  | TV | Luis Portal       | 19 tháng 1, 1992 (24 tuổi) |         | Ciudad de La Habana |
| 8  | TV | Andy Baquero      | 17 tháng 8, 1994 (22 tuổi) |         | Ciudad de La Habana |
| 9  | TV | Sandy Domínguez   | 16 tháng 6, 1987 (29 tuổi) |         | Ciudad de La Habana |
| 10 | TV | Jhonnet Martínez  | 3 tháng 7, 1982 (34 tuổi)  |         | Ciudad de La Habana |
| 11 | TV | Reynier Fiallo    | 19 tháng 7, 1987 (29 tuổi) |         | Ciudad de La Habana |
| 12 | TM | Brenieht Suárez   | 17 tháng 7, 1984 (32 tuổi) |         | Ciudad de La Habana |
| 13 | TV | Diego Ramírez     | 3 tháng 11, 1998 (17 tuổi) |         | Ciudad de La Habana |
| 14 | TV | Ricardo Castillo  | 6 tháng 8, 1987 (29 tuổi)  |         | Granma              |

### Ai Cập
Huấn luện viên trưởng:  Hesham Saleh
| Số | Vt | Cầu thủ              | Ngày sinh (tuổi)            | Số trận | Câu lạc bộ       |
| -- | -- | -------------------- | --------------------------- | ------- | ---------------- |
| 1  | TM | Gamal Abdelnaser     | 20 tháng 1, 1993 (23 tuổi)  |         | El-Alamein       |
| 2  | TM | Mohamed Abdellatif   | 5 tháng 2, 1995 (21 tuổi)   |         | Misr Lel-Makkasa |
| 3  | TĐ | Abdelrahman Elashwal | 25 tháng 12, 1993 (22 tuổi) |         | Misr Lel-Makkasa |
| 4  | TĐ | Ahmed Homos          | 2 tháng 5, 1993 (23 tuổi)   |         | Misr Lel-Makkasa |
| 5  | HV | Essam Alla           | 1 tháng 9, 1994 (22 tuổi)   |         | El-Bank El-Ahly  |
| 6  | HV | Mostafa Nader        | 14 tháng 10, 1984 (31 tuổi) |         | Zamalek          |
| 7  | HV | Ibrahim Eika         | 17 tháng 10, 1987 (28 tuổi) |         | Misr Lel-Makkasa |
| 8  | HV | Mizo                 | 15 tháng 10, 1985 (30 tuổi) |         | Misr Lel-Makkasa |
| 9  | HV | Mohamed Mido         | 30 tháng 9, 1984 (31 tuổi)  |         | El-Shams         |
| 10 | TĐ | Ahmed Moza           | 18 tháng 10, 1988 (27 tuổi) |         | Misr Lel-Makkasa |
| 11 | HV | Said Bedir           | 31 tháng 7, 1991 (25 tuổi)  |         | El-Olympi        |
| 12 | TĐ | Mostafa Eid          | 17 tháng 8, 1992 (24 tuổi)  |         | Misr Lel-Makkasa |
| 13 | TĐ | Salah Hosny          | 6 tháng 8, 1990 (26 tuổi)   |         | El-Shorta        |
| 14 | TĐ | Saber Sayed          | 2 tháng 4, 1989 (27 tuổi)   |         | Misr Lel-Makkasa |

## Bảng C

### Paraguay
Huấn luện viên trưởng:  Carlos Chilavert
| Số | Vt | Cầu thủ             | Ngày sinh (tuổi)            | Số trận | Câu lạc bộ    |
| -- | -- | ------------------- | --------------------------- | ------- | ------------- |
| 1  | TM | Carlos Espínola     | 6 tháng 4, 1981 (35 tuổi)   |         | Afemec        |
| 2  | TĐ | Enmanuel Ayala      | 3 tháng 12, 1985 (30 tuổi)  |         | Cerro Porteño |
| 3  | TV | Juan Pedrozo        | 30 tháng 3, 1992 (24 tuổi)  |         | Afemec        |
| 4  | HV | Gabriel Ayala       | 3 tháng 12, 1985 (30 tuổi)  |         | Cerro Porteño |
| 5  | HV | José Luis Santander | 10 tháng 4, 1981 (35 tuổi)  |         | Afemec        |
| 6  | TĐ | Richard Rejala      | 5 tháng 2, 1994 (22 tuổi)   |         | Cerro Porteño |
| 7  | TV | Adolfo Salas        | 22 tháng 9, 1993 (22 tuổi)  |         | Pescara       |
| 8  | TV | Juan Morel          | 19 tháng 2, 1994 (22 tuổi)  |         | Cerro Porteño |
| 9  | TV | Hugo Martínez       | 12 tháng 1, 1993 (23 tuổi)  |         | Cerro Porteño |
| 10 | TĐ | Juan Salas          | 20 tháng 10, 1990 (25 tuổi) |         | Lazio         |
| 11 | TĐ | Francisco Martínez  | 12 tháng 1, 1993 (23 tuổi)  |         | Cerro Porteño |
| 12 | TM | Gabriel Giménez     | 29 tháng 5, 1984 (32 tuổi)  |         | Cerro Porteño |
| 13 | TĐ | Enrique Franco      | 8 tháng 6, 1996 (20 tuổi)   |         | Afemec        |
| 14 | TV | René Villalba       | 8 tháng 7, 1981 (35 tuổi)   |         | Cerro Porteño |

### Ý
Huấn luện viên trưởng:  Roberto Menichelli
| Số | Vt | Cầu thủ              | Ngày sinh (tuổi)            | Số trận | Câu lạc bộ                |
| -- | -- | -------------------- | --------------------------- | ------- | ------------------------- |
| 1  | TM | Stefano Mammarella   | 2 tháng 2, 1984 (32 tuổi)   |         | Acqua e Sapone            |
| 2  | HV | Marco Ercolessi      | 15 tháng 5, 1986 (30 tuổi)  |         | Pescara                   |
| 3  | TV | Gabriel Lima         | 19 tháng 8, 1987 (29 tuổi)  |         | ElPozo Murcia             |
| 4  | TV | Sergio Romano        | 28 tháng 9, 1987 (28 tuổi)  |         | Acqua e Sapone            |
| 5  | HV | Luca Leggiero        | 11 tháng 11, 1984 (31 tuổi) |         | Pescara                   |
| 6  | TV | Humberto Honorio     | 21 tháng 7, 1983 (33 tuổi)  |         | Luparense                 |
| 7  | TV | Paolo Cesaroni       | 10 tháng 4, 1991 (25 tuổi)  |         | Không tham gia câu lạc bộ |
| 8  | TĐ | Carlos Dos Santos    | 27 tháng 5, 1987 (29 tuổi)  |         | Kaos                      |
| 9  | TĐ | Rodolfo Fortino      | 30 tháng 4, 1983 (33 tuổi)  |         | Sporting                  |
| 10 | TV | Alex Merlim          | 15 tháng 7, 1986 (30 tuổi)  |         | Sporting                  |
| 11 | TV | Murilo Ferreira      | 10 tháng 3, 1989 (27 tuổi)  |         | Acqua e Sapone            |
| 12 | TM | Michele Miarelli     | 29 tháng 4, 1984 (32 tuổi)  |         | Không tham gia câu lạc bộ |
| 13 | HV | Daniel Giasson       | 24 tháng 8, 1987 (29 tuổi)  |         | Lazio                     |
| 14 | TM | Francesco Molitierno | 14 tháng 10, 1989 (26 tuổi) |         | Không tham gia câu lạc bộ |

### Việt Nam
Huấn luện viên trưởng:  Bruno García
| Số | Vt | Cầu thủ          | Ngày sinh (tuổi)            | Số trận | Câu lạc bộ      |
| -- | -- | ---------------- | --------------------------- | ------- | --------------- |
| 1  | TM | Ngô Đình Thuận   | 5 tháng 7, 1987 (29 tuổi)   |         | Thái Sơn Nam    |
| 2  | TM | Nguyễn Văn Huy   | 13 tháng 8, 1989 (27 tuổi)  |         | Thái Sơn Bắc    |
| 3  | TV | Lê Quốc Nam      | 14 tháng 11, 1993 (22 tuổi) |         | Thái Sơn Nam    |
| 4  | TV | Vũ Xuân Du       | 12 tháng 11, 1991 (24 tuổi) |         | Thái Sơn Nam    |
| 5  | TV | Ngô Ngọc Sơn     | 24 tháng 3, 1995 (21 tuổi)  |         | Thái Sơn Nam    |
| 6  | TĐ | Trần Long Vũ     | 25 tháng 8, 1988 (28 tuổi)  |         | Thái Sơn Nam    |
| 7  | TĐ | Phùng Trọng Luân | 20 tháng 10, 1985 (30 tuổi) |         | Thái Sơn Nam    |
| 8  | TĐ | Nguyễn Minh Trí  | 8 tháng 4, 1996 (20 tuổi)   |         | Thái Sơn Nam    |
| 9  | TV | Trần Thái Huy    | 12 tháng 10, 1995 (20 tuổi) |         | Thái Sơn Nam    |
| 10 | TV | Nguyễn Bảo Quân  | 19 tháng 8, 1983 (33 tuổi)  |         | Thái Sơn Nam    |
| 11 | HV | Trần Văn Vũ      | 30 tháng 5, 1990 (26 tuổi)  |         | Thái Sơn Nam    |
| 12 | HV | Phạm Đức Hòa     | 12 tháng 4, 1991 (25 tuổi)  |         | Hải Phương Nam  |
| 13 | HV | Danh Phát        | 24 tháng 2, 1993 (23 tuổi)  |         | Thái Sơn Nam    |
| 14 | HV | Mai Thành Đạt    | 5 tháng 4, 1987 (29 tuổi)   |         | Sanna Khánh Hòa |

### Guatemala
Huấn luện viên trưởng:  Tomás De Dios
| Số | Vt | Cầu thủ         | Ngày sinh (tuổi)            | Số trận | Câu lạc bộ    |
| -- | -- | --------------- | --------------------------- | ------- | ------------- |
| 1  | TM | Carlos Mérida   | 27 tháng 3, 1978 (38 tuổi)  |         | Farmacéuticos |
| 2  | TĐ | Román Alvarado  | 2 tháng 12, 1997 (18 tuổi)  |         | Kinesiotape   |
| 3  | TĐ | Wanderley Ruíz  | 9 tháng 8, 1995 (21 tuổi)   |         | Legendarios   |
| 4  | HV | José González   | 10 tháng 12, 1986 (29 tuổi) |         | Glucosoral    |
| 5  | TV | Édgar Santizo   | 2 tháng 2, 1987 (29 tuổi)   |         | Glucosoral    |
| 6  | TV | Dean Humes      | 12 tháng 8, 1991 (25 tuổi)  |         | Farmacéuticos |
| 7  | TĐ | José Mansilla   | 19 tháng 11, 1988 (27 tuổi) |         | Glucosoral    |
| 8  | TĐ | Patrick Ruíz    | 10 tháng 1, 1993 (23 tuổi)  |         | Legendarios   |
| 9  | TĐ | Walter Enríquez | 13 tháng 3, 1988 (28 tuổi)  |         | Farmacéuticos |
| 10 | HV | Marvin Sandoval | 22 tháng 3, 1989 (27 tuổi)  |         | Glucosoral    |
| 11 | TV | Alan Aguilar    | 2 tháng 12, 1989 (26 tuổi)  |         | Glucosoral    |
| 12 | TM | William Ramírez | 2 tháng 2, 1980 (36 tuổi)   |         | Glucosoral    |
| 13 | HV | Miguel Santizo  | 17 tháng 5, 1985 (31 tuổi)  |         | Glucosoral    |
| 14 | TV | Jonatan Arévalo | 24 tháng 2, 1993 (23 tuổi)  |         | Legendarios   |

## Bảng D

### Ukraina
Huấn luện viên trưởng:  Oleksandr Kosenko
| Số | Vt | Cầu thủ               | Ngày sinh (tuổi)            | Số trận | Câu lạc bộ             |
| -- | -- | --------------------- | --------------------------- | ------- | ---------------------- |
| 1  | TM | Yevhen Ivanyak        | 28 tháng 9, 1982 (33 tuổi)  |         | Dina Moskva            |
| 2  | HV | Mykola Grytsyna       | 3 tháng 6, 1989 (27 tuổi)   |         | Energia Lviv           |
| 3  | HV | Ihor Borsuk           | 6 tháng 4, 1983 (33 tuổi)   |         | HIT Kyiv               |
| 4  | TĐ | Petro Shoturma        | 27 tháng 6, 1992 (24 tuổi)  |         | Uragan Ivano-Frankivsk |
| 5  | HV | Mykola Bilotserkivets | 5 tháng 12, 1986 (29 tuổi)  |         | Lokomotiv Kharkiv      |
| 6  | HV | Yevgen Valenko        | 1 tháng 11, 1984 (31 tuổi)  |         | Ekonomac               |
| 7  | TĐ | Serhiy Zhurba         | 14 tháng 3, 1987 (29 tuổi)  |         | Lokomotiv Kharkiv      |
| 8  | HV | Sergiy Koval          | 23 tháng 8, 1986 (30 tuổi)  |         | Uragan Ivano-Frankivsk |
| 9  | HV | Mykhailo Grytsyna     | 19 tháng 10, 1991 (24 tuổi) |         | Energia Lviv           |
| 10 | TĐ | Dmytro Sorokin        | 14 tháng 7, 1988 (28 tuổi)  |         | Lokomotiv Kharkiv      |
| 11 | TĐ | Denys Ovsyannikov     | 10 tháng 12, 1984 (31 tuổi) |         | Lokomotiv Kharkiv      |
| 12 | TM | Dmytro Lytvynenko     | 16 tháng 4, 1987 (29 tuổi)  |         | Lokomotiv Kharkiv      |
| 13 | TĐ | Oleksandr Sorokin     | 13 tháng 8, 1987 (29 tuổi)  |         | Lokomotiv Kharkiv      |
| 14 | HV | Dmytro Bondar         | 12 tháng 10, 1983 (32 tuổi) |         | Lokomotiv Kharkiv      |

### Brasil
Huấn luện viên trưởng:  Sergio
| Số | Vt | Cầu thủ     | Ngày sinh (tuổi)            | Số trận | Câu lạc bộ     |
| -- | -- | ----------- | --------------------------- | ------- | -------------- |
| 1  | TM | Guitta      | 11 tháng 6, 1987 (29 tuổi)  |         | Corinthians    |
| 2  | TM | Tiago       | 9 tháng 3, 1981 (35 tuổi)   |         | Magnus Futsal  |
| 3  | TM | Gian        | 14 tháng 2, 1985 (31 tuổi)  |         | Intelli        |
| 4  | TV | Ari         | 6 tháng 3, 1982 (34 tuổi)   |         | Dinamo Moskva  |
| 5  | TV | Dyego       | 5 tháng 8, 1989 (27 tuổi)   |         | Barcelona      |
| 6  | TV | Jackson     | 26 tháng 9, 1989 (26 tuổi)  |         | Intelli        |
| 7  | HV | Rafael Rato | 16 tháng 6, 1983 (33 tuổi)  |         | Inter Movistar |
| 8  | TV | Xuxa        | 16 tháng 4, 1986 (30 tuổi)  |         | Krona          |
| 9  | TĐ | Jé          | 5 tháng 11, 1983 (32 tuổi)  |         | Kairat Almaty  |
| 10 | TV | Fernandinho | 1 tháng 7, 1983 (33 tuổi)   |         | Dinamo Moskva  |
| 11 | TV | Bateria     | 16 tháng 12, 1990 (25 tuổi) |         | Barcelona      |
| 12 | TV | Falcão      | 8 tháng 6, 1977 (39 tuổi)   |         | Magnus Futsal  |
| 13 | TĐ | Dieguinho   | 22 tháng 6, 1989 (27 tuổi)  |         | Sporting       |
| 14 | HV | Rodrigo     | 7 tháng 6, 1984 (32 tuổi)   |         | Magnus Futsal  |

### Mozambique
Huấn luện viên trưởng:  Naymo Abdul
| Số | Vt | Cầu thủ    | Ngày sinh (tuổi)            | Số trận | Câu lạc bộ              |
| -- | -- | ---------- | --------------------------- | ------- | ----------------------- |
| 1  | TM | Calton     | 31 tháng 12, 1990 (25 tuổi) |         | Liga Chimoio            |
| 2  | TV | Calo       | 14 tháng 11, 1993 (22 tuổi) |         | GDI Maputo              |
| 3  | TĐ | Carlão     | 21 tháng 11, 1984 (31 tuổi) |         | Petromoc Maputo         |
| 4  | TV | Lamarques  | 4 tháng 7, 1990 (26 tuổi)   |         | Liga Chimoio            |
| 5  | TV | Favito     | 14 tháng 1, 1987 (29 tuổi)  |         | Petromoc Maputo         |
| 6  | TV | Manucho    | 19 tháng 3, 1984 (32 tuổi)  |         | GDI Maputo              |
| 7  | TĐ | Mário      | 25 tháng 2, 1994 (22 tuổi)  |         | LD Maputo               |
| 8  | TĐ | Edson      | 1 tháng 6, 1989 (27 tuổi)   |         | Petromoc Maputo         |
| 9  | HV | Magu       | 25 tháng 4, 1995 (21 tuổi)  |         | GDI Maputo              |
| 10 | HV | Zira       | 9 tháng 8, 1993 (23 tuổi)   |         | Petromoc Maputo         |
| 11 | TV | Dany       | 17 tháng 5, 1996 (20 tuổi)  |         | Estrela Vermelha Maputo |
| 12 | TM | Nelson     | 14 tháng 4, 1985 (31 tuổi)  |         | GDI Maputo              |
| 13 | TĐ | Dino       | 1 tháng 10, 1980 (35 tuổi)  |         | GDI Maputo              |
| 14 | TĐ | Ricardinho | 15 tháng 10, 1993 (22 tuổi) |         | Belenenses              |

### Úc
Huấn luện viên trưởng:  Robert Varela
| Số | Vt | Cầu thủ                 | Ngày sinh (tuổi)           | Số trận | Câu lạc bộ       |
| -- | -- | ----------------------- | -------------------------- | ------- | ---------------- |
| 1  | TM | Angelo Konstantinou     | 8 tháng 11, 1978 (37 tuổi) |         | Inner West Magic |
| 2  | HV | Adam Cooper             | 18 tháng 4, 1992 (24 tuổi) |         | Vic Vipers       |
| 3  | TV | Jarrod Basger           | 9 tháng 2, 1991 (25 tuổi)  |         | Baku United      |
| 4  | HV | Greg Giovenali          | 14 tháng 8, 1987 (29 tuổi) |         | Dural Warriors   |
| 5  | TĐ | Blake Rosier            | 8 tháng 1, 1992 (24 tuổi)  |         | Dural Warriors   |
| 6  | TĐ | Wade Giovenali          | 15 tháng 8, 1994 (22 tuổi) |         | Dural Warriors   |
| 7  | HV | Tobias Seeto            | 26 tháng 3, 1988 (28 tuổi) |         | Baku United      |
| 8  | TV | Jonathan Barrientos     | 2 tháng 4, 1988 (28 tuổi)  |         | Vic Vipers       |
| 9  | HV | Chris Zeballos          | 16 tháng 6, 1986 (30 tuổi) |         | East Coast Heat  |
| 10 | TV | Daniel Fogarty          | 10 tháng 1, 1991 (25 tuổi) |         | Inner West Magic |
| 11 | TV | Dean Lockhart           | 30 tháng 4, 1987 (29 tuổi) |         | Inner West Magic |
| 12 | TM | Roberto Maiorana        | 6 tháng 12, 1989 (26 tuổi) |         | Inner West Magic |
| 13 | TĐ | Shervin Keshavarz Adeli | 4 tháng 5, 1992 (24 tuổi)  |         | East Coast Heat  |
| 14 | TM | Peter Spathis           | 9 tháng 4, 1981 (35 tuổi)  |         | East Coast Heat  |

## Bảng E

### Argentina
Huấn luện viên trưởng:  Diego Giustozzi
| Số | Vt | Cầu thủ              | Ngày sinh (tuổi)            | Số trận | Câu lạc bộ      |
| -- | -- | -------------------- | --------------------------- | ------- | --------------- |
| 1  | TM | Nicolás Sarmiento    | 3 tháng 12, 1992 (23 tuổi)  |         | Palma           |
| 2  | HV | Damián Stazzone      | 31 tháng 1, 1986 (30 tuổi)  |         | Latina          |
| 3  | TV | Alamiro Vaporaki     | 1 tháng 12, 1983 (32 tuổi)  |         | Boca Juniors    |
| 4  | HV | Gerardo Battistoni   | 21 tháng 4, 1983 (33 tuổi)  |         | Latina          |
| 5  | TĐ | Maximiliano Rescia   | 29 tháng 10, 1987 (28 tuổi) |         | Sangiorgese     |
| 6  | TĐ | Fernando Wilhelm     | 5 tháng 4, 1982 (34 tuổi)   |         | Arzignano Grifo |
| 7  | TĐ | Leandro Cuzzolino    | 21 tháng 5, 1987 (29 tuổi)  |         | Montesilvano    |
| 8  | TĐ | Santiago Basile      | 25 tháng 7, 1988 (28 tuổi)  |         | Boca Juniors    |
| 9  | TV | Cristian Borruto     | 7 tháng 5, 1987 (29 tuổi)   |         | Montesilvano    |
| 10 | TĐ | Constantino Vaporaki | 6 tháng 1, 1990 (26 tuổi)   |         | Boca Juniors    |
| 11 | TĐ | Alan Brandi          | 24 tháng 11, 1987 (28 tuổi) |         | Benfica         |
| 12 | TM | Matías Quevedo       | 11 tháng 3, 1984 (32 tuổi)  |         | Ferro           |
| 13 | TM | Guido Mosenson       | 7 tháng 3, 1989 (27 tuổi)   |         | Hebraica        |
| 14 | TV | Pablo Taborda        | 3 tháng 9, 1986 (30 tuổi)   |         | Boca Juniors    |

### Kazakhstan
Huấn luện viên trưởng:  Ricardo Sobral
| Số | Vt | Cầu thủ                 | Ngày sinh (tuổi)            | Số trận | Câu lạc bộ              |
| -- | -- | ----------------------- | --------------------------- | ------- | ----------------------- |
| 1  | TM | Alexandr Gurov          | 2 tháng 8, 1994 (22 tuổi)   |         | Kairat Almaty           |
| 2  | TM | Higuita                 | 6 tháng 6, 1986 (30 tuổi)   |         | Kairat Almaty           |
| 3  | TĐ | Arnold Knaub            | 16 tháng 1, 1995 (21 tuổi)  |         | Astana-Tulpar Karagandy |
| 4  | HV | Dauren Nurgozhin        | 21 tháng 5, 1990 (26 tuổi)  |         | Kairat Almaty           |
| 5  | TĐ | Alexandr Grebonos       | 9 tháng 10, 1987 (28 tuổi)  |         | Astana-Tulpar Karagandy |
| 6  | HV | Léo                     | 21 tháng 5, 1987 (29 tuổi)  |         | Sporting                |
| 7  | TĐ | Nikolay Pengrin         | 7 tháng 8, 1984 (32 tuổi)   |         | Astana-Tulpar Karagandy |
| 8  | HV | Dinmukhambet Suleimenov | 25 tháng 8, 1981 (35 tuổi)  |         | Kairat Almaty           |
| 9  | TĐ | Alexandr Dovgan         | 9 tháng 2, 1988 (28 tuổi)   |         | Astana-Tulpar Karagandy |
| 10 | TV | Chingiz Yessenamanov    | 10 tháng 3, 1989 (27 tuổi)  |         | Kairat Almaty           |
| 11 | HV | Mikhail Pershin         | 19 tháng 10, 1989 (26 tuổi) |         | Kairat Almaty           |
| 12 | TĐ | Pavel Taku              | 30 tháng 8, 1988 (28 tuổi)  |         | Astana-Tulpar Karagandy |
| 13 | HV | Ilya Mun                | 2 tháng 8, 1993 (23 tuổi)   |         | Astana-Tulpar Karagandy |
| 14 | HV | Douglas                 | 15 tháng 10, 1988 (27 tuổi) |         | Kairat Almaty           |

### Quần đảo Solomon
Huấn luện viên trưởng:  Juliano Schmeling
| Số | Vt | Cầu thủ          | Ngày sinh (tuổi)            | Số trận | Câu lạc bộ       |
| -- | -- | ---------------- | --------------------------- | ------- | ---------------- |
| 1  | TM | Phillip Mango    | 28 tháng 8, 1995 (21 tuổi)  |         | Marist Fire      |
| 2  | TM | Paul Huia        | 1 tháng 3, 1983 (33 tuổi)   |         | Marist Fire      |
| 3  | TV | Elliot Ragomo    | 28 tháng 5, 1990 (26 tuổi)  |         | Marist Fire      |
| 4  | TĐ | George Stevenson | 7 tháng 1, 1992 (24 tuổi)   |         | Marist Fire      |
| 5  | TV | Francis Lafai    | 21 tháng 10, 1990 (25 tuổi) |         | Marist Fire      |
| 6  | TV | Robert Laua      | 8 tháng 9, 1991 (25 tuổi)   |         | Marist Fire      |
| 7  | HV | James Egeta      | 10 tháng 8, 1990 (26 tuổi)  |         | South Brisbane   |
| 8  | TV | Jeffery Bule     | 15 tháng 11, 1991 (24 tuổi) |         | Marist Fire      |
| 9  | TV | Micah Leaalafa   | 1 tháng 6, 1991 (25 tuổi)   |         | Auckland City    |
| 10 | HV | Samuel Osifelo   | 15 tháng 3, 1991 (25 tuổi)  |         | Kossa            |
| 11 | TĐ | Coleman Makau    | 25 tháng 11, 1992 (23 tuổi) |         | Kossa            |
| 12 | TV | Jack Wetney      | 4 tháng 3, 1990 (26 tuổi)   |         | Solomon Warriors |
| 13 | TĐ | Mathias Saru     | 5 tháng 2, 1991 (25 tuổi)   |         | Marist Fire      |
| 14 | HV | Alvin Hou        | 18 tháng 9, 1996 (19 tuổi)  |         | Marist Fire      |

### Costa Rica
Huấn luện viên trưởng:  Diego Solís
| Số | Vt | Cầu thủ            | Ngày sinh (tuổi)            | Số trận | Câu lạc bộ     |
| -- | -- | ------------------ | --------------------------- | ------- | -------------- |
| 1  | TM | Álvaro Santamaría  | 1 tháng 4, 1988 (28 tuổi)   |         | Grupo Line     |
| 2  | TĐ | Gilberth Garro     | 26 tháng 11, 1990 (25 tuổi) |         | Borussia       |
| 3  | TĐ | Carlos Chavés      | 3 tháng 1, 1980 (36 tuổi)   |         | Barrio Peralta |
| 4  | TV | Isaías Mora        | 27 tháng 11, 1989 (26 tuổi) |         | Hatillo        |
| 5  | HV | Adonay Vindas      | 25 tháng 10, 1985 (30 tuổi) |         | Borussia       |
| 6  | HV | Víctor Fonseca     | 16 tháng 11, 1992 (23 tuổi) |         | Goicoechea     |
| 7  | TĐ | Alejandro Paniagua | 20 tháng 5, 1986 (30 tuổi)  |         | Barrio Peralta |
| 8  | TV | Juan Cordero       | 29 tháng 5, 1988 (28 tuổi)  |         | Borussia       |
| 9  | TV | Marco Carvajal     | 2 tháng 12, 1981 (34 tuổi)  |         | Goicoechea     |
| 10 | HV | Edwin Cubillo      | 23 tháng 8, 1987 (29 tuổi)  |         | Borussia       |
| 11 | TV | Yariel Sandi       | 23 tháng 10, 1992 (23 tuổi) |         | Grupo Line     |
| 12 | TV | Diego Zúñiga       | 11 tháng 7, 1990 (26 tuổi)  |         | Grupo Line     |
| 13 | TV | Erick Brenes       | 16 tháng 12, 1989 (26 tuổi) |         | Paraíso        |
| 14 | TM | Jairo Toruno       | 22 tháng 11, 1983 (32 tuổi) |         | T-Shirt Mundo  |

## Bảng F

### Iran
Huấn luện viên trưởng:  Seyed Nazemalsharieh
| Số | Vt | Cầu thủ                  | Ngày sinh (tuổi)            | Số trận | Câu lạc bộ            |
| -- | -- | ------------------------ | --------------------------- | ------- | --------------------- |
| 1  | TM | Sepehr Mohammadi         | 8 tháng 8, 1989 (27 tuổi)   |         | Giti Pasand Isfahan   |
| 2  | TM | Alireza Samimi           | 29 tháng 6, 1987 (29 tuổi)  |         | Mes Sungun            |
| 3  | TĐ | Ahmad Esmaeilpour        | 8 tháng 9, 1988 (28 tuổi)   |         | Giti Pasand Isfahan   |
| 4  | HV | Mohammad Keshavarz       | 5 tháng 7, 1982 (34 tuổi)   |         | Giti Pasand Isfahan   |
| 5  | HV | Hamid Ahmadi             | 24 tháng 11, 1988 (27 tuổi) |         | Dabiri Tabriz         |
| 6  | TV | Mohammad Reza Sangsefidi | 2 tháng 11, 1989 (26 tuổi)  |         | Tasisat Daryaei       |
| 7  | TV | Ali Asghar Hassanzadeh   | 2 tháng 11, 1987 (28 tuổi)  |         | Giti Pasand Isfahan   |
| 8  | TV | Ghodrat Bahadori         | 4 tháng 2, 1990 (26 tuổi)   |         | Farsh Ara Mashhad     |
| 9  | HV | Afshin Kazemi            | 23 tháng 11, 1986 (29 tuổi) |         | Giti Pasand Isfahan   |
| 10 | TV | Mohammad Taheri          | 2 tháng 5, 1985 (31 tuổi)   |         | Shahrvand Sari        |
| 11 | TV | Mehran Alighadr          | 24 tháng 5, 1989 (27 tuổi)  |         | Giti Pasand Isfahan   |
| 12 | TĐ | Hossein Tayyebi          | 29 tháng 9, 1988 (27 tuổi)  |         | Tasisat Daryaei       |
| 13 | TĐ | Farhad Tavakoli          | 14 tháng 1, 1989 (27 tuổi)  |         | Sherkat Melli Haffari |
| 14 | TĐ | Mahdi Javid              | 3 tháng 5, 1987 (29 tuổi)   |         | Giti Pasand Isfahan   |

### Tây Ban Nha
Huấn luện viên trưởng:  Venancio López
| Số | Vt | Cầu thủ        | Ngày sinh (tuổi)            | Số trận | Câu lạc bộ     |
| -- | -- | -------------- | --------------------------- | ------- | -------------- |
| 1  | TM | Paco Sedano    | 2 tháng 12, 1979 (36 tuổi)  |         | Barcelona      |
| 2  | TĐ | Carlos Ortíz   | 3 tháng 10, 1983 (32 tuổi)  |         | Inter Movistar |
| 3  | TĐ | José Ruiz      | 6 tháng 6, 1983 (33 tuổi)   |         | Acqua e Sapone |
| 4  | TĐ | Bebe           | 28 tháng 5, 1990 (26 tuổi)  |         | ElPozo Murcia  |
| 5  | TĐ | Aicardo        | 4 tháng 12, 1988 (27 tuổi)  |         | Barcelona      |
| 6  | TĐ | Fernandão      | 16 tháng 8, 1980 (36 tuổi)  |         | Kaos           |
| 7  | TV | Pola           | 26 tháng 6, 1988 (28 tuổi)  |         | Inter Movistar |
| 8  | TV | Mario Rivillos | 13 tháng 12, 1989 (26 tuổi) |         | Inter Movistar |
| 9  | TV | Lozano         | 9 tháng 11, 1988 (27 tuổi)  |         | Barcelona      |
| 10 | TĐ | Álex           | 12 tháng 3, 1989 (27 tuổi)  |         | ElPozo Murcia  |
| 11 | TV | Miguelín       | 9 tháng 5, 1985 (31 tuổi)   |         | ElPozo Murcia  |
| 12 | TM | Juanjo         | 19 tháng 8, 1985 (31 tuổi)  |         | Barcelona      |
| 13 | TM | Jesús Herrero  | 4 tháng 11, 1986 (29 tuổi)  |         | Inter Movistar |
| 14 | TĐ | Raúl Campos    | 17 tháng 12, 1987 (28 tuổi) |         | ElPozo Murcia  |

### Maroc
Huấn luện viên trưởng:  Hicham Dguig
| Số | Vt | Cầu thủ            | Ngày sinh (tuổi)            | Số trận | Câu lạc bộ             |
| -- | -- | ------------------ | --------------------------- | ------- | ---------------------- |
| 1  | TM | Rabie Zaari        | 26 tháng 7, 1981 (35 tuổi)  |         | Raja Casablanca        |
| 2  | TĐ | Achraf Saoud       | 21 tháng 6, 1990 (26 tuổi)  |         | Agadir                 |
| 3  | HV | Mohamed Jouad      | 4 tháng 3, 1993 (23 tuổi)   |         | Feth Settat            |
| 4  | TV | Khalid Kouri       | 20 tháng 11, 1993 (22 tuổi) |         | La Ville Haute Kénitra |
| 5  | TĐ | Youssef El Mazray  | 1 tháng 7, 1987 (29 tuổi)   |         | Feth Settat            |
| 6  | TV | Soufiane Borite    | 11 tháng 12, 1992 (23 tuổi) |         | La Ville Haute Kénitra |
| 7  | TV | Youness El Asas    | 11 tháng 3, 1988 (28 tuổi)  |         | Ajax Kénitra           |
| 8  | TĐ | Adil Habil         | 27 tháng 5, 1982 (34 tuổi)  |         | Raja Casablanca        |
| 9  | TV | Zakaria Kauiri     | 17 tháng 8, 1987 (29 tuổi)  |         | Raja Casablanca        |
| 10 | TĐ | Soufiane El Mesrar | 5 tháng 6, 1990 (26 tuổi)   |         | Dynamo Kénitra         |
| 11 | TĐ | Bilal Bakkali      | 24 tháng 2, 1993 (23 tuổi)  |         | Dynamo Kénitra         |
| 12 | TM | Reda Khiyari       | 21 tháng 5, 1991 (25 tuổi)  |         | Sebou                  |
| 13 | TĐ | Sulayman Amghar    | 27 tháng 11, 1992 (23 tuổi) |         | Kaos                   |
| 14 | HV | Abdelatif Fati     | 25 tháng 12, 1990 (25 tuổi) |         | Feth Settat            |

### Azerbaijan
Huấn luện viên trưởng:  Miltinho
| Số | Vt | Cầu thủ           | Ngày sinh (tuổi)            | Số trận | Câu lạc bộ    |
| -- | -- | ----------------- | --------------------------- | ------- | ------------- |
| 1  | TM | Emin Kurdov       | 10 tháng 7, 1984 (32 tuổi)  |         | EKOL Baku     |
| 2  | TM | Elnur Zamanov     | 17 tháng 5, 1981 (35 tuổi)  |         | Neftchi Baku  |
| 3  | TĐ | Thiago Bolinha    | 19 tháng 2, 1987 (29 tuổi)  |         | Araz Naxçivan |
| 4  | TĐ | Isa Atayev        | 7 tháng 8, 1989 (27 tuổi)   |         | Araz Naxçivan |
| 5  | TĐ | Fineo             | 10 tháng 4, 1987 (29 tuổi)  |         | Araz Naxçivan |
| 6  | TĐ | Eduardo           | 14 tháng 10, 1986 (29 tuổi) |         | Araz Naxçivan |
| 7  | TĐ | Ramiz Chovdarov   | 28 tháng 7, 1990 (26 tuổi)  |         | Araz Naxçivan |
| 8  | HV | Rizvan Farzaliyev | 1 tháng 9, 1979 (37 tuổi)   |         | Araz Naxçivan |
| 9  | TĐ | Fabio Poletto     | 13 tháng 2, 1989 (27 tuổi)  |         | Araz Naxçivan |
| 10 | HV | Vassoura          | 26 tháng 4, 1985 (31 tuổi)  |         | Araz Naxçivan |
| 11 | HV | Khatai Baghirov   | 15 tháng 8, 1987 (29 tuổi)  |         | Araz Naxçivan |
| 12 | TM | Rovshan Huseynli  | 3 tháng 4, 1991 (25 tuổi)   |         | Araz Naxçivan |
| 13 | HV | Gallo             | 4 tháng 12, 1987 (28 tuổi)  |         | Araz Naxçivan |
| 14 | TĐ | Vitaliy Borisov   | 5 tháng 7, 1982 (34 tuổi)   |         | Ekonomac      |